# دو مرد کنار دریا
دو مرد کنار دریا نقاشی‌ای است از کاسپار داوید فریدریش که برای اولین بار در نمایشگاهی که توسط آکادمی هنرهای زیبای درسدن در سال ۱۸۱۷ برگزار شد به نمایش گذاشته شد و از آنجا توسط نمایندهٔ ماریا ریختر از برلین خریداری گردید. این اثر برای نخستین بار در فهرست‌های نگارخانهٔ ملی در سال ۱۹۳۶ با شمارهٔ A II 884 (یا NG H 5) ظاهر شد. این نقاشی تا سال ۱۹۶۷ در کاخ شارلوتنبورگ به نمایش گذاشته می‌شد و از سال ۱۹۸۶ تا ۲۰۰۱ در بال غربی کاخ کنوبلسدورف آویخته بود. از سال ۲۰۰۱ تاکنون در نگارخانهٔ ملی کهن در برلین به نمایش گذاشته می‌شود.